# Northia seychellana
Northia seychellana Hook.f., 1884 è una pianta appartenente alla famiglia delle Sapotacee, endemica delle isole Seychelles. È l'unica specie nota del genere Northia.

## Conservazione
La Lista rossa IUCN classifica Northia seychellana come specie vulnerabile.